# ميخائيل جاكسون (سياسي)
ميخائيل جاكسون (بالإنجليزية: Michael Jackson)‏ هو لاعب كرة قدم أمريكية وسياسي أمريكي، ولد في 12 أبريل 1969 في الولايات المتحدة، وتوفي في 12 مايو 2017.